# روسلان آشورعلی‌اف
روسلان آشورعلیِف (روسی: Руслан Ашуралиев؛ ۲۰ فوریه ۱۹۵۰ – ۲۷ نوامبر ۲۰۰۹) کشتی‌گیر اوستیایی‌تبار بود که در دستهٔ سبک‌وزن کشتی آزاد برای اتحاد جماهیر شوروی سوسیالیستی رقابت می‌کرد. او عضو تیم ملی کشتی شوروی در دو دورهٔ بازی‌های المپیک ۱۹۷۲ مونیخ و ۱۹۷۶ مونترال بود که در المپیک مونیخ مدال برنز را کسب کرد. او همچنین برندهٔ دو مدال طلا (۱۹۷۴، ۱۹۷۵) و یک نقره (۱۹۷۳) از مسابقات قهرمانی کشتی جهان و یک مدال طلای مسابقات قهرمانی کشتی اروپا (۱۹۷۴) است.
آشورعلیف از هماوردهای منصور برزگر کشتی‌گیر نامدار ایرانی در مسابقات قهرمانی جهان و المپیک بود که در دو فینال قهرمانی جهان در سال‌های ۱۹۷۳ و ۱۹۷۵ با هم رقابت کردند.